# Ozodicera nigromarginata
Ozodicera nigromarginata är en tvåvingeart som beskrevs av Alexander 1938. Ozodicera nigromarginata ingår i släktet Ozodicera och familjen storharkrankar. Inga underarter finns listade i Catalogue of Life.